# Bill Wyman
Bill Wyman, właściwie William George Perks (ur. 24 października 1936 w Londynie) – brytyjski muzyk rockowy, basista. Od grudnia 1962 do grudnia 1992 był basistą w zespole rockowym The Rolling Stones.

## Życiorys
W wieku 10 lat rozpoczął 3-letnią naukę gry na fortepianie, potem sam uczył się gry na gitarze basowej.
Przed przystąpieniem do zespołu Rolling Stones grał na gitarze basowej w kilku lokalnych zespołach.
Był trzykrotnie żonaty. 24 października 1959 poślubił Diane Cory, z którą miał syna Stephana Paula. Jednak w 1969 doszło do rozwodu. W 1984, kiedy Wyman miał 48 lat, związał się z wówczas 13-letnią Mandy Smith, którą poznał za kulisami jednej z gal rozdania nagród muzycznych. Przez dwa lata ich związek pozostał w ścisłej tajemnicy, ale kiedy informacja została podana do wiadomości publicznej, stała się największym skandalem show-biznesu dekady. Jej matka zaakceptowała ten związek. W 2010, w wywiadzie dla „Daily Mail”, Smith wyznała, że rozpoczęła stosunki seksualne z Wymanem, mając zaledwie 14 lat. 2 czerwca 1989 52-letni Wyman poślubił wtedy 18-letnią Smith. Na ich ślubie pojawili się m.in. Mick Jagger, Jerry Hall i Keith Richards. W 1991 rozwiedli się. 21 kwietnia 1993 ożenił się z Suzanne Accostą, z którą ma trzy córki: Katherine Noelle (ur. 1994), Jessicę Rose (ur. 1995) i Matildę May (ur. 1998).
Po odejściu z zespołu zaczął nagrywać solowe płyty oraz występować i nagrywać z Bill Wyman’s Rhythm Kings.
W 2012 wystąpił ponownie (po 20 latach) z The Rolling Stones na koncertach w The O2 Arena w Londynie w ramach trasy 50 & Counting z okazji pięćdziesięciolecia powstania zespołu.

## Dyskografia

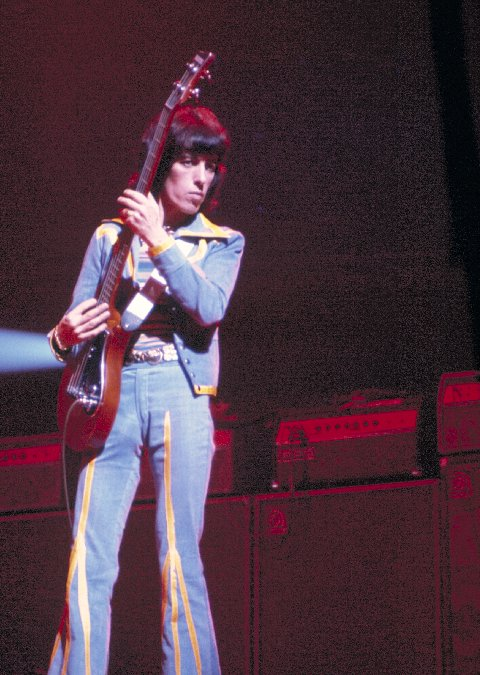
Wyman (1975)

### albumy solowe
- Monkey Grip (1974)
- Stone Alone (1976)
- Bill Wyman (1982)
- Stuff (1992 – Japonia i Argentyna; 2000 – Wielka Brytania)
- Back to Basics (2015)
- Drive My Car (2024)

### album wspólny
- Willie & The Poor Boys (1985); Mickey Gee, Andy Fairweather-Low, Geraint Watkins i Charlie Watts

### składanki
- A Stone Alone: The Solo Anthology 1974–2002 (2002)

### Bill Wyman’s Rhythm Kings
- Struttin’ Our Stuff (1997)
- Anyway the Wind Blows (1998)
- Groovin' (2000)
- Double Bill (2001)
- Just for a Thrill (2004)

### gościnnie
- I Can Tell, John Hammond, Jr., 1967
- The London Howlin’ Wolf Sessions, 1971
- Manassas, 1972
- Jamming with Edward!, 1972
- Drinkin’ TNT And Smokin’ Dynamite, Junior Wells i Buddy Guy, 1977

### single
- „In Another Land” (1967)
- „Monkey Grip Glue” (1974)
- „White Lightnin'” (1974)
- „A Quarter to Three” (1976)
- „(Si, Si) Je suis un rock star” (1981)
- „Visions” (1982)
- „Come Back Suzanne” (1982)
- „A New Fashion” (1982)
- „Baby Please Don’t Go” (1985)
- „What & How & If & When & Why” (2015)
- „Drive My Car” (2024)

## Wybrana filmografia
| Rok  | Tytuł                                                         | Rola                 | Reżyser                      |
| ---- | ------------------------------------------------------------- | -------------------- | ---------------------------- |
| 1985 | Willie and the Poor Boys                                      | Willie               | Eddie Arno, Markus Innocenti |
| 1987 | Zjeść bogatych (Eat the Rich)                                 | ofiara w toalecie    | Peter Richardson             |
| 2010 | Stones in Exile (film dokumentalny)                           | w roli samego siebie | Stephen Kijak                |
| 2012 | Crossfire Hurricane (film dokumentalny)                       | w roli samego siebie | Brett Morgen                 |
| 2016 | No Expectations the Murder of Brian Jones (film dokumentalny) | w roli samego siebie | Avalon Giuliano              |